# Metapioplasta simo
Metapioplasta simo là một loài bướm đêm trong họ Noctuidae.